# Presidentvalet i Finland 1943

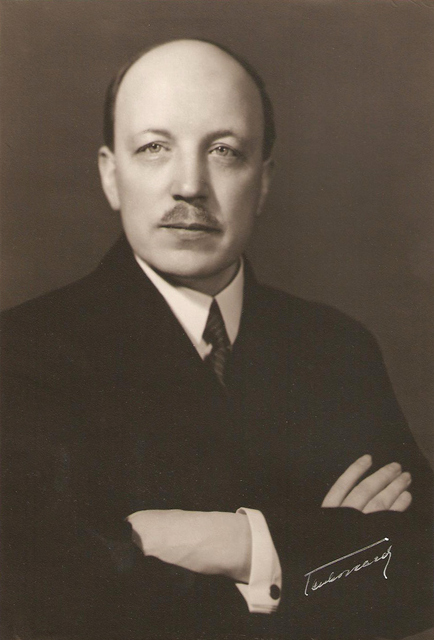
Risto Ryti (1939)

Presidentvalet i Finland 1943 ledde till att Risto Ryti från Framstegspartiet omvaldes som president.
Valet 1943 genomfördes med elektorer, till skillnad från nutida finska presidentval, som sedan 1994 genomförs som direkt folkval med två valomgångar.  Valet skedde genom att 1937 års elektorskollegium återkallades. Ryti var beredd att fortsätta på presidentposten för att leda Finland genom fortsättningskriget (en del av andra världskriget). Vissa finska politiker menade dock att överbefälhavaren Gustaf Mannerheim skulle vara en bättre ledare. I en försöksomröstning fick Mannerheim stöd av 147 elektorer av 300. Då stödet inte innebar en garanterad majoritet, drog Mannerheim tillbaka sin kandidatur. Ryti omvaldes därefter med stor majoritet.

## Resultat
| Kandidat                | Parti                  | Elektorsröster | Andel  |
| ----------------------- | ---------------------- | -------------- | ------ |
| Risto Ryti              | Framstegspartiet       | 269            | 89,7 % |
| Väinö Kotilainen        | Partilös               | 4              | 1,3 %  |
| Gustaf Mannerheim       | Partilös               | 1              | 0,3 %  |
| Arvo Manner             | Agrarförbundet         | 1              | 0,3 %  |
| Ogiltiga/blanka röster  | Ogiltiga/blanka röster | 24             | 8,0 %  |
| Summa                   | Summa                  | 300            | 100 %  |
| Source: Nohlen & Stöver |                        |                |        |